# 니콜라이 니콜라예비치 대공 (1856년)
니콜라이 니콜라예비치 대공(러시아어: Николай Николаевич Романов, 1856년 11월 18일 ~ 1929년 1월 5일)은 제1차 세계 대전 당시 러시아 제국의 장군이었다. 니콜라이 1세의 손자였던 니콜라이 대공은 1914년부터 1915년까지 러시아 제국 육군의 총사령관이었다. 그러나 니콜라이는 전략, 전술, 병참 그리고 정부와의 협조에서 미흡한 성과를 드러냈다. 니콜라이 1세는 니콜라이 대공의 사령관직을 회수했고, 니콜라이 대공은 이후 캅카스 총독부로 발령받아 그곳에서 두각을 드러냈다. 1922년 러시아 내전 당시 니콜라이 대공은 러시아 극동의 백군으로부터 잠시나마 러시아의 황제로 인정되었다.

## 생애

### 가족
니콜라이는 러시아 제국의 황제이자 조부였던 니콜라이 1세의 이름에서 따 왔으며, 니콜라이 니콜라예비치 대공과 알렉산드라 페트로브나 사이에서 1856년 11월 18일에 태어났다. 니콜라이의 아버지는 니콜라이 1세와 황후 샤를로테 폰 프로이센의 6번째 자식이었다. 샤를로테 폰 프로이센은 프리드리히 빌헬름 3세와 루이제 추 메클렌부르크슈트렐리츠 공녀 사이의 딸이었다.
니콜라이의 어머니는 아버지의 첫번째 사촌의 딸로, 콘스탄틴 페테르 대공과 테레제 폰 나사우 사이의 딸이었다. 니콜라이의 외할아버지는 프레데리크 게오르크 폰 올덴부르크 공이었고, 니콜라이의 외할머니는 파벨 1세와 조피 도로테아 폰 뷔르템베르크 공녀 사이의 딸이었던 예카테리나 파블로브나였다. 니콜라이의 외할머니는 빌헬름 폰 나사우와 루이제 폰 작센힐드부르크하우젠 사이의 딸인 테레제 폰 나사우바일부르크 여공이었다. 니콜라이 대공은 니콜라이 2세의 첫째 사촌이었다. 니콜라이 2세와 구별하기 위해, "니콜라이 대공"이라는 표현이 자주 사용된다.

## 초기 군사 경력

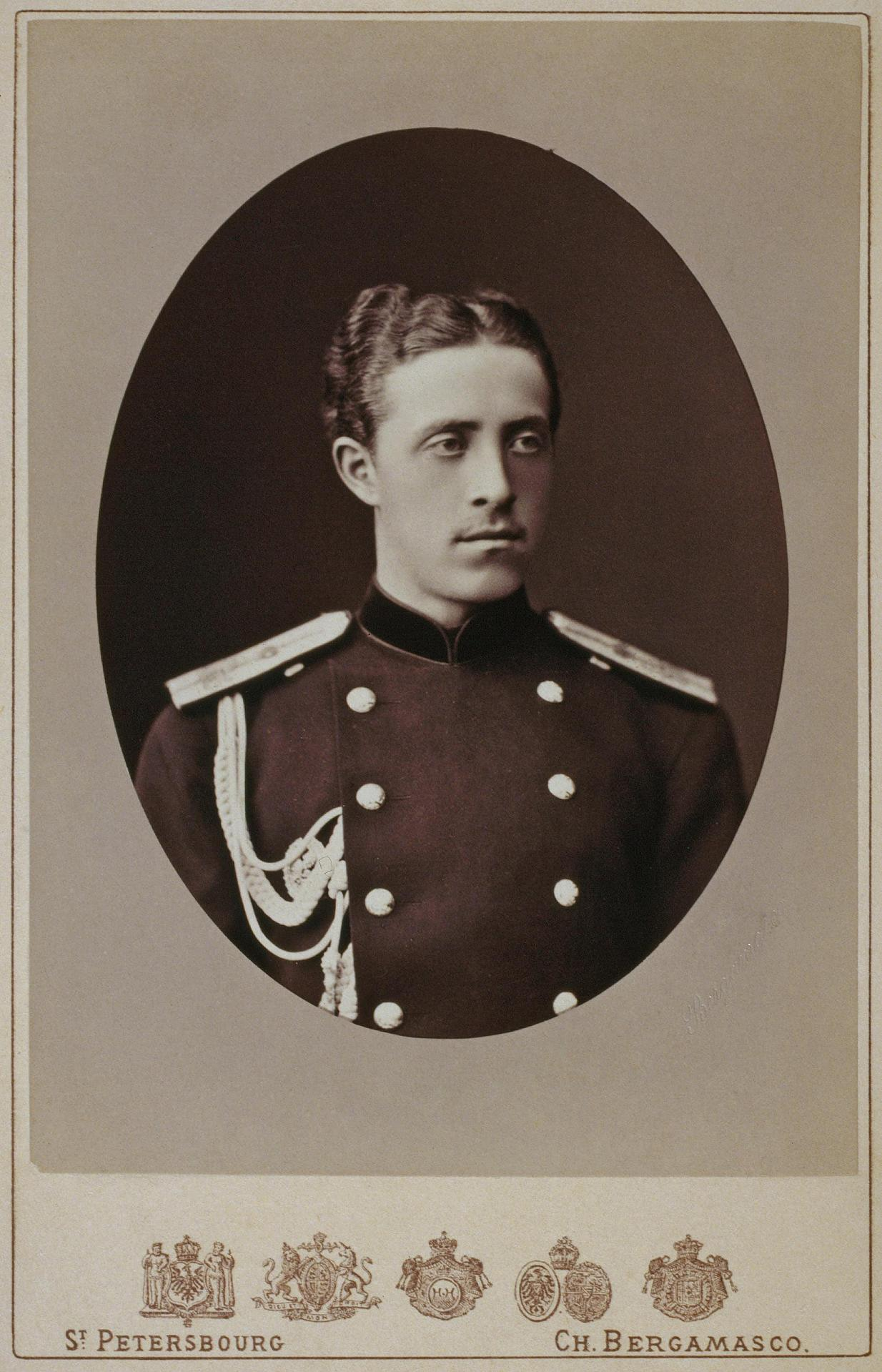
1870년 당시 니콜라이 대공

니콜라이 대공은 1873년 군사공병기술학교에서 교육을 받았고, 장교로 임관되었다. 1877년 발발한 러시아-튀르크 전쟁 때 니콜라이 대공은 총사령관이었던 아버지를 따라 참모로써 복무했다. 1895년 니콜라이는 기병 장교가 되어 10년 동안 복무했다.

## 제1차 세계 대전

### 동부 전선
니콜라이 대공은 제1차 세계 대전을 준비하거나 계획하는데 참여할 수 없었으며, 블라디미르 수호믈리노프가 총 책임자였다. 제1차 세계 대전 발발 직전 니콜라이 2세는 장관들을 설득해 니콜라이 대공을 최고사령관으로 임명했다. 당시 니콜라이 대공은 57세였고, 인생의 대부분을 군에서 보냈지만 야전에서 군을 지휘해본 적이 없었다. 대공이 사령관으로 임명된 것은 육군의 인기를 얻었다. 니콜라이 대공은 역사상 가장 큰 규모의 군대를 통솔하게 되었다. 그러나 니콜라이 대공은 자신이 맡은 임무를 어떻게 해야할 지 몰라 대부분의 시간 동안 울기만 했다.
니콜라이 대공은 독일 제국, 오스트리아-헝가리 제국, 오스만 제국에 맞서는 모든 러시아군을 통솔하는 사령관이었다. 니콜라이 대공은 주요 전선이 폴란드가 되어야 한다고 보았고, 북쪽에서 독일의 동프로이센을, 남쪽에서 오스트리아-헝가리의 갈리치아를 공격하여 독일을 포위해야 한다고 보았다. 하지만 북쪽에서는 러시아 육군의 열악한 상황으로 인해 타넨베르크 전투에서 독일군에게 궤멸적인 타격을 입었다. 한편 러시아군은 갈리치아 대부분을 정복했다. 비스와강 전투와 우치 전투에서 독일군은 러시아를 저지했다. 니콜라이는 전략적으로 넓은 감각과 러시아 육군들에게 과감한 돌격을 지시할 결단력이 부족했다. 대공의 지휘본부는 수많은 패배와 수백만 명의 사상자가 발생했음에도 조용했다. 결국 니콜라이 대공은 전략, 전술, 병참, 사기 유지 등을 제대로 하지 못했고, 이에 따라 러시아 정부의 지지도 얻지 못했다. 러시아 육군의 대철수 이후, 1915년 8월 21일 니콜라이 2세는 대공의 사령관직을 회수했다.